# Астратово (Островская волость)
Астратово — деревня в Островском районе Псковской области. Входит в состав Островской волости.
Расположена в 14 км к северу от города Остров, у автодороги М20 и соответствующего участка железной дороги Псков — Остров.
| 2001 | 2002 | 2010 |
| ---- | ---- | ---- |
| 26   | ↗29  | ↘19  |

## История
До 2005 года деревня входила в состав ныне упразднённой Дуловской волости, затем, до апреля 2015 года входила в состав ныне упразднённой Волковской волости района.